# 蜂屋賴隆
蜂屋賴隆（天文3年（1534年）－天正17年（1589年））戰國時代安土桃山時期武將。別名般若介。官位：出羽守。

## 生涯
蜂屋賴隆出生於美濃國，一開始出仕土歧氏，後仕於齋藤氏。織田信長攻取美濃後成為黑母衣眾。永祿11年（1568）織田信長上洛後擔任有關京都政務職位。
元龜3年（1572）隨同柴田勝家、丹羽長秀及佐久間信盛等人攻破小谷的城。之後在對越前朝倉氏和伊勢長島的攻勢等中轉戰各地。
天正2年（1574）成為近江國愛之郡肥田城主。之後以畿內（京都附近五縣）為活動中心。天正6年（1578）荒木村重叛亂。有岡城之戰後，賴隆負責處死荒木一族。天正8年（1580）佐久間信盛、信榮父子遭信長流放後，得到和泉國支配權。同時期在和泉的活動記錄及與織田信張關係不明。
天正10年（1582）信長任命三子信孝進攻四國時，與丹羽長秀、津田信澄。本能寺之變後，信澄立場被丹羽等人認為和光秀親近而遭殺害，賴隆當時是站在長秀一方。之後跟從信孝等人參加弔祭信長的山崎之戰。
山崎之戰後、羽柴秀吉與柴田勝家、織田信孝對立之際攻打岐阜城。秀吉給予越前國敦賀郡4萬石。之後以仕從身份仕官，賜姓羽柴，故也稱羽柴敦賀仕從。
賜姓羽柴後，賴隆跟從秀吉征討越中的佐佐成政及參與之後的九州征伐。天正17年（1589）死去。

## 登場作品
影視劇
- THE LEGEND & BUTTERFLY（2023年、東映、演：野中隆光）